# Aril-aldeide ossidasi
La aril-aldeide ossidasi è un enzima appartenente alla classe delle ossidoreduttasi, che catalizza la seguente reazione:
un'aldeide aromatica + O2 + H2O ⇄ un acido carbossilico aromatico + H2O2
L'enzima agisce sulla benzaldeide, vanillina e su un certo numero di altre aldeidi aromatiche, ma non su quelle alifatiche o sugli zuccheri.